# Premio Dessì

Giuseppe Dessì

Il premio letterario Giuseppe Dessì è stato istituito nel 1986 a Villacidro, paese d'origine dello scrittore sardo grazie alla volontà del poeta monserratino Gigi Dessì e di Leandro Muoni del Centro Studi di Poesia e di Storia delle Poetiche, con il contributo della Regione Autonoma della Sardegna e del Comune di Villacidro. Il premio si articola nelle sezioni "narrativa", "poesia" e "premio speciale della giuria" e viene assegnato ad autori di narrativa e di poesia in lingua italiana.

## Storia
Con la legge regionale L.R.9/6/89 n.35, la Regione Sardegna istituisce il Premio Letterario Giuseppe Dessì in ricordo dell'autore sardo. Nel 1986, in occasione del convegno internazionale di letteratura sul tema “Giuseppe Dessì e il mito Sardegna”, svoltosi a Cagliari e promosso da Gigi Dessì e Leandro Muoni, si gettano le basi del premio.
Dal 1999 è operativa la Fondazione dedicata a Dessì che ha sede nella casa che fu dello scrittore. Dal 2006 tutta l'organizzazione del Premio è a carico dell'ente. La Fondazione è costituita da un comitato direttivo di sette membri, espressione della Regione Autonoma della Sardegna e dal Comune di Villacidro, oltre a un componente della famiglia. Il Segretario generale della Fondazione è fin dall'inizio delle attività Mauro Pittau.
Partecipa alla giuria un rappresentante della Fondazione. Hanno ricoperto la carica di presidente della Fondazione Salvator Angelo Spano, Emilio Loru, Massimo Murgia e Giuseppe Marras. Da marzo 2015 ad agosto 2016 la carica di Presidente è stata affidata a Christian Balloi, mentre è attualmente in carica Paolo Lusci.
La giuria del premio è attualmente presieduta da Anna Dolfi, professoressa ordinaria di Letteratura italiana moderna e contemporanea all'Università di Firenze e studiosa dell'opera di Dessì.
Nel 2019 i volumi candidati al Premio sono stati 351.

## Cronologia
| Anno | Poesia                                                   | Narrativa                                                   | Premio Speciale della Giuria | Premio Speciale della Fondazione Dessì | Premio Speciale della Fondazione Sardegna |
| ---- | -------------------------------------------------------- | ----------------------------------------------------------- | ---------------------------- | -------------------------------------- | ----------------------------------------- |
| 1986 | Piero Bigongiari                                         | Giulio Petroni                                              | –                            | –                                      | –                                         |
| 1987 | Maura Del Serra                                          | Franco Rella                                                | Angelo Mundula               | –                                      | –                                         |
| 1988 | Roberto Sanesi                                           | Fiora Vincenti                                              | Marcello Cocco               | –                                      | –                                         |
| 1989 | Giorgio Orelli                                           | Salvatore Mannuzzu                                          | Raffaele De Grada            | –                                      | –                                         |
| 1990 | Margherita Guidacci                                      | Massimo Griffo                                              | Oreste Macrì                 | –                                      | –                                         |
| 1991 | Silvio Ramat                                             | Maria Corti                                                 | Luigi Pintor                 | –                                      | –                                         |
| 1992 | Ignazio Delogu                                           | Roberto Barbolini                                           | Nando dalla Chiesa           | –                                      | –                                         |
| 1993 | Paolo Ruffilli                                           | Claudio Marabini                                            | Antonio Cossu                | –                                      | –                                         |
| 1994 | Alfredo Giuliani                                         | Nico Orengo                                                 | Giovanni Dettori             | –                                      | –                                         |
| 1995 | Alessandro Fo                                            | Roberto Piumini                                             | Maria Giacobbe               | –                                      | –                                         |
| 1996 | Maria Luisa Spaziani                                     | Laura Pariani                                               | Antonio Romagnino            | –                                      | –                                         |
| 1997 | Giuseppe Conte                                           | Marcello Fois                                               | Alfredo Chiappori            | –                                      | –                                         |
| 1998 | Franco Marcoaldi                                         | Elio Bartolini                                              | Bachisio Zizi                | –                                      | –                                         |
| 1999 | Franco Cocco                                             | Sandro Onofri                                               | Massimo Carlotto             | –                                      | –                                         |
| 2000 | Roberto Mussapi                                          | Enrico Palandri                                             | Paolo Cherchi                | –                                      | –                                         |
| 2001 | Elio Pecora, Per altre misure                            | Diego Marani, Nuova grammatica finlandese                   | Francesco Cossiga            | –                                      | –                                         |
| 2002 | Alda Merini, Magnificat, un incontro con Maria           | Giuseppe Pederiali, L'Osteria della Fola                    | Sergio Zavoli                | –                                      | –                                         |
| 2003 | Biancamaria Frabotta, La pianta del pane                 | Francesca Sanvitale, L'ultima casa prima del bosco          | Alberto Bevilacqua           | –                                      | –                                         |
| 2004 | Giovanni Campus, Mediterranee                            | Andrea Vitali, La signorina Tecla Manzi                     | Sergio Romano                | –                                      | –                                         |
| 2005 | Cesare Viviani, La forma della vita                      | Giulio Angioni, Alba dei giorni bui                         | Enzo Bettiza                 | –                                      | –                                         |
| 2006 | Giancarlo Pontiggia, Bosco del tempo                     | Cesare De Marchi, La furia del mondo                        | Arnoldo Foà                  | –                                      | –                                         |
| 2007 | Patrizia Cavalli, Pigre divinità e pigra sorte           | Alessandro De Roma, Vita e morte di Ludovico Lauter         | Maria Lai                    | –                                      | –                                         |
| 2008 | Antonella Anedda, Dal balcone del corpo                  | Simona Vinci, Strada provinciale tre                        | Giuseppe Ayala               | –                                      | –                                         |
| 2009 | Fabio Pusterla, Le terre emerse. Poesie scelte 1985-2008 | Michela Murgia, Accabadora                                  | Marco Pannella               | –                                      | –                                         |
| 2010 | Antonio Riccardi, Aquarama e altre poesie d'amore        | Francesco Cataluccio, Vado a vedere se di là è meglio       | Piero Angela                 | Cristiana Collu                        | –                                         |
| 2011 | Eugenio De Signoribus, Trinità dell’esodo (2005-2010)    | Niccolò Ammaniti, Io e te                                   | Ascanio Celestini            | Paolo Grossi                           | –                                         |
| 2012 | Gilberto Isella, Mappe in controluce                     | Salvatore Silvano Nigro, Il Principe fulvo                  | Giulio Rapetti               | –                                      | –                                         |
| 2013 | Gian Piero Bona, Serenate per l'angelo                   | Giuseppe Lupo, Viaggiatori di nuvole                        | Philippe Daverio             | Pinuccio Sciola                        | –                                         |
| 2014 | Alba Donati, Idillio con cagnolino                       | Antonio Pascale, Le attenuanti sentimentali                 | Toni Servillo                | –                                      | –                                         |
| 2015 | Mariagiorgia Ulbar, Gli eroi sono gli eroi               | Maurizio Torchio, Cattivi                                   | Piera Degli Esposti          | Vinicio Capossela                      | –                                         |
| 2016 | Milo De Angelis, Incontri e agguati                      | Edgardo Franzosini, Questa vita tuttavia mi pesa molto      | Salvatore Settis             | –                                      | Giacomo Mameli Coro di Neoneli            |
| 2017 | Maria Grazia Calandrone, Gli scomparsi                   | Carmen Pellegrino, Se mi tornassi questa sera accanto       | Remo Bodei                   | –                                      | Carlo Ossola Massimo Bray                 |
| 2018 | Alberto Bertoni, Poesie 1980-2014                        | Sandra Petrignani, La corsara. Ritratto di Natalia Ginzburg | Ernesto Ferrero              | –                                      | Vittorino Andreoli Ferruccio de Bortoli   |
| 2019 | Patrizia Valduga, Belluno. Andantino e grande fuga       | Francesco Permunian, Sillabario dell'amor crudele           | Claudio Magris               | –                                      | Lina Bolzoni Tullio Pericoli              |
| 2020 | Maurizio Cucchi, Sindrome del distacco e tregua          | Melania Mazzucco, L'architettrice                           | Luciano Canfora              | –                                      | Renata Colorni Andrea Kerbaker            |
| 2021 | Alessandro Rivali, La terra di Caino                     | Marco Belpoliti, Pianura                                    | Dacia Maraini                | –                                      | Nicola Piovani                            |
| 2022 | Valerio Magrelli, Exfanzia                               | Fabio Stassi, Mastro Geppetto                               | Emma Dante                   | –                                      | Michele Placido                           |
| 2023 | Enrico Testa, L'erba di nessuno                          | Ermanno Cavazzoni, Il gran bugiardo                         | Elena Cattaneo               | –                                      | Lucio Caracciolo                          |
| 2024 | Ida Travi, I Tolki                                       | Anita Likmeta, Le favole del comunismo                      | Alessandro Bergonzoni        | –                                      | Dori Ghezzi                               |